# Municipio de Rock Island (Dakota del Norte)
El municipio de Rock Island (en inglés: Rock Island Township) es un municipio ubicado en el condado de Williams en el estado estadounidense de Dakota del Norte. En el año 2010, tenía una población de 0 habitantes y una densidad poblacional de 0 personas por kilómetro cuadrado.

## Geografía
El municipio de Rock Island se encuentra ubicado en las coordenadas 48°35′50″N 103°27′40″O / 48.59722, -103.46111. Según la Oficina del Censo de los Estados Unidos, el municipio tiene una superficie total de 91.16 km², de la cual 89.07 km² corresponden a tierra firme y (2.3 %) 2.09 km² es agua.